# Fehér törpebagoly
A fehér törpebagoly (Eublemma minutata) a rovarok (Insecta) osztályának a lepkék (Lepidoptera) rendjéhez, ezen belül a bagolylepkefélék (Noctuidae) családjához tartozó faj.

## Elterjedése
Európában, elterjedt. Életterének északi határa  Dél-Anglia , Délkelet-Belgium és Észak-Németország, Közép-és Kelet-Dánia , Dél-Skandinávia, Észtország és Pétervár. Az elterjedésének déli határa, beleértve az előfordulását Észak-Spanyolországban, Korzikán, Észak-Olaszországban; a horvát Adria-partja, Albánia és Libanon. Fő élőhelyei homokos fenyérek, a dűnék, száraz fenyő erdők. Németországban a veszélyeztetett fajok vörös listáján szerepel.

## Megjelenése
- lepke: a szárny fesztávolsága körülbelül 13–15 mm, az első szárnyak töve fehéres és élesen határolt belső szélükön kezdődő vörös-barna sávokkal díszítettek. A hátsó szárnyak töve fehér, a szélük világosbarna.
- pete: apró és homokszínű
- hernyó: a fiatal hernyó szürke, később a kifejlett lárva zöld, halvány fehér és fekete hát- és oldalvonalakkal, a feje nagyon kicsi és fekete.
- báb: barnássárga

## Életmódja
- nemzedék:  egy nemzedéke van évente, júliustól augusztusig rajzik.
- hernyók tápnövényei: fő tápnövénye a homoki szalmagyopár (Helichrysum arenarium)

## Fordítás
- Ez a szócikk részben vagy egészben  a   Sandstrohblumeneulchen című német Wikipédia-szócikk fordításán alapul.  Az eredeti cikk szerkesztőit annak laptörténete sorolja fel. Ez a jelzés csupán a megfogalmazás eredetét és a szerzői jogokat jelzi, nem szolgál a cikkben szereplő információk forrásmegjelöléseként.